# Dar Laaslouji
Dar Laaslouji (franska: Dar Laaslouji (CR), Dar Laaslouji (Commune Rurale), arabiska: ثكنة) är en kommun i Marocko.   Den ligger i provinsen Sidi Kacem och regionen Rabat-Salé-Kénitra, i den norra delen av landet, 90 km nordost om huvudstaden Rabat. Antalet invånare är 27 836.